# Jezioro Bielawskie
Jezioro Bielawskie, lokalnie Zalew Sudety – sztuczny zbiornik położony w południowo-zachodniej Polsce na zachodnich obrzeżach Bielawy, u północnego podnóża Gór Sowich, w województwie dolnośląskim w powiecie dzierżoniowskim w gminie Bielawa, 50 km od Wrocławia.

## Historia
Powstał w 1973 roku na dopływie potoku Brzęczek, na zachód od Bielawy po wykonaniu od strony miasta zapory ziemnej wzmocnionej płytami żelbetowymi od strony wewnętrznej.
Zbiornik utworzono jako rezerwuar wody technologicznej dla bielawskich zakładów włókienniczych Bielbaw i Bieltex. Po upadłości zakładów włókienniczych pod koniec XX wieku, zbiornik pełni rolę akwenu sportowo-rekreacyjnego. Nazwę Jezioro Bielawskie ustalono urzędowo 1 stycznia 2018 roku’, wcześniej zbiornik nosił nieoficjalną nazwę Zbiornik Sudety.

## Charakterystyka
Zbiornik ma powierzchnię 0,23 km², pojemność około 1,46 mln m³ i średnią głębokość 6,3 m. Na środku jeziora jest usypana wyspa, do której prowadzi most.
Na terenie Jeziora Bielawskiego żyją liczne kaczki, łabędzie oraz okazy sieweczki rzecznej.
Normalny poziom piętrzenia wody w zbiorniku ustalony jest na poziomie 335,00 m n.p.m. Zabezpieczeniem, że poziom ten nie będzie przekroczony, jest wieża przelewowa z koroną przelewu. Kształt przelewu wykonano zgodnie z krzywą Creagera.

## Camping Sudety
Od 2021 łącznie z wszystkimi atrakcjami na jego terenie tworzy Camping Sudety.
Zarządza nim Ośrodek Sportu i Rekreacji w Bielawie (OSiR). Na jego brzegu znajduje się ośrodek wypoczynkowy, pole kempingowe, basen z wodnym placem zabaw, plaża, wypożyczalnia sprzętu wodnego, boisko sportowe i lokale gastronomiczne.
Można tu uprawiać windsurfing. Koło jeziora znajduje się basen familijny oraz Bielawski Klub Sportowy „Wielka Sowa”. Przy Jeziorze Bielawskim startuje Bieg Gladiatora.

## Galeria

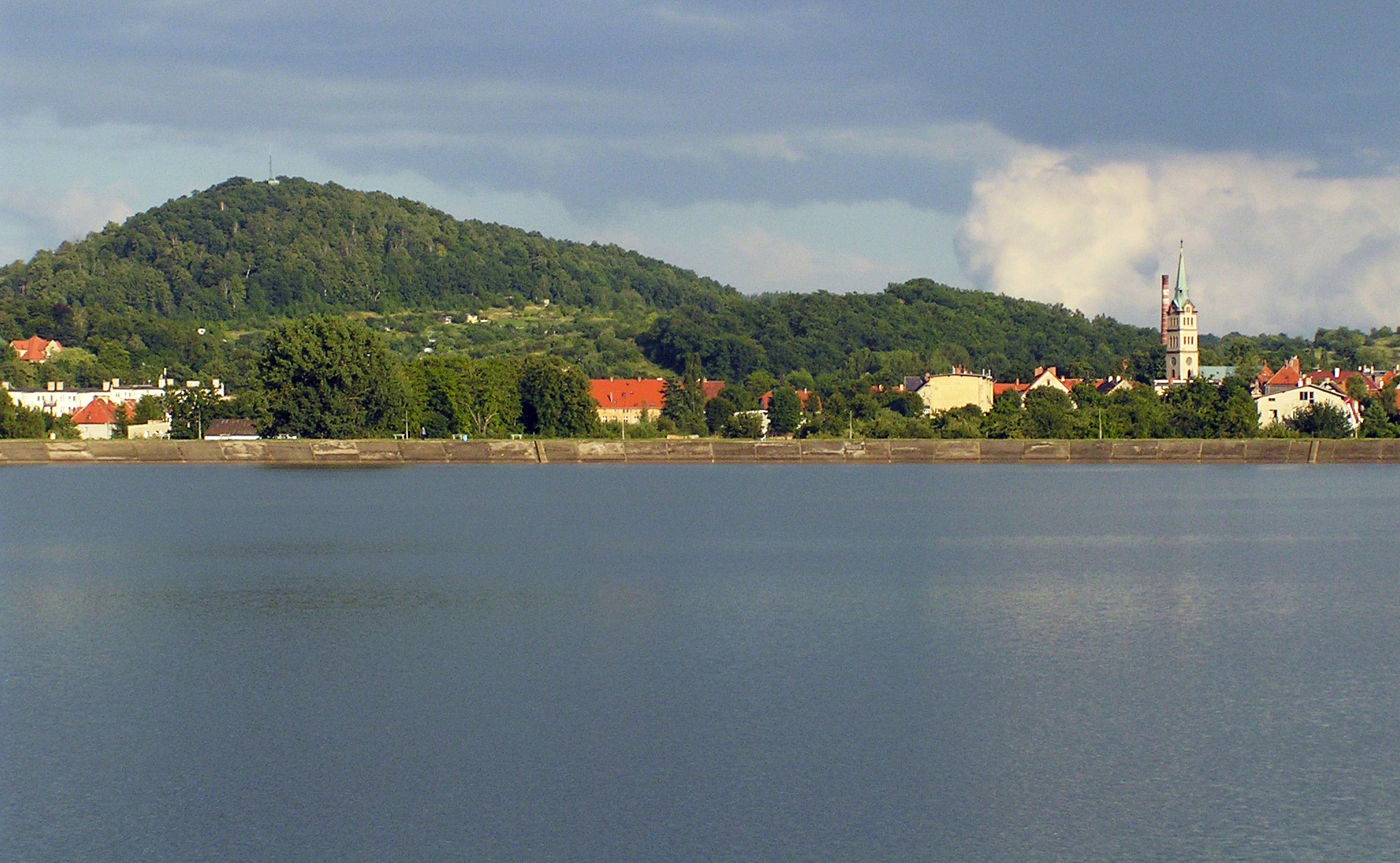
Fragment Jeziora Bielawskiego
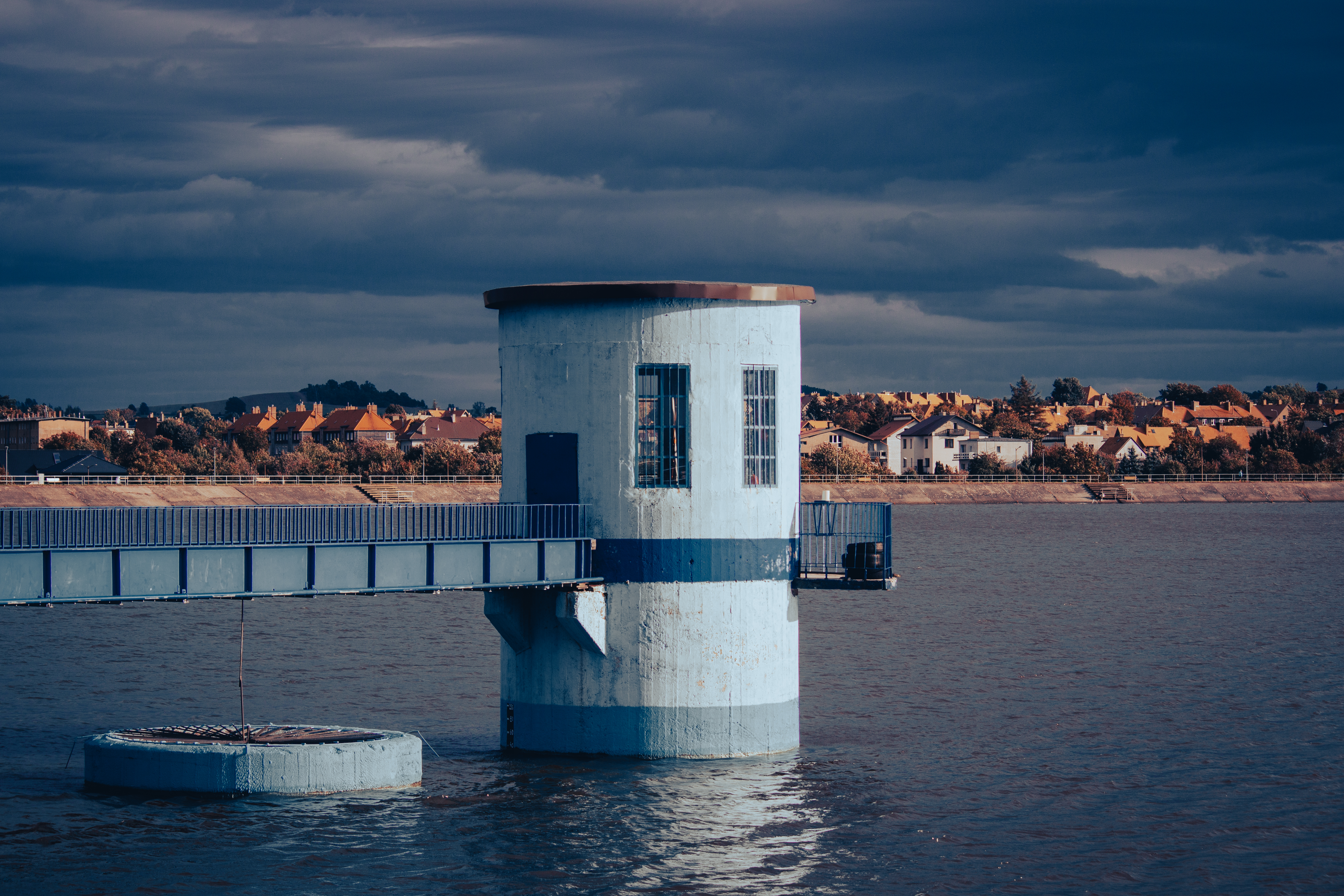
Wieża przelewowa
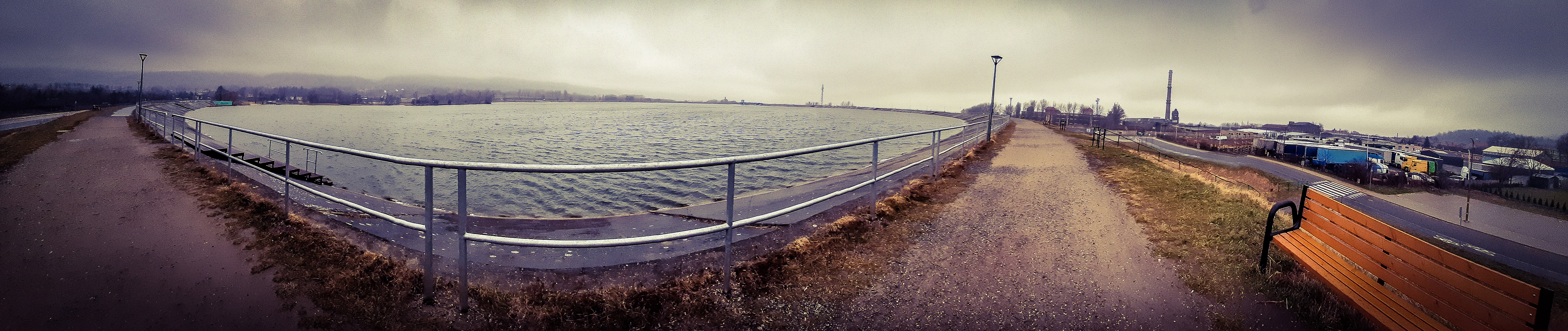
Jezioro Bielawskie
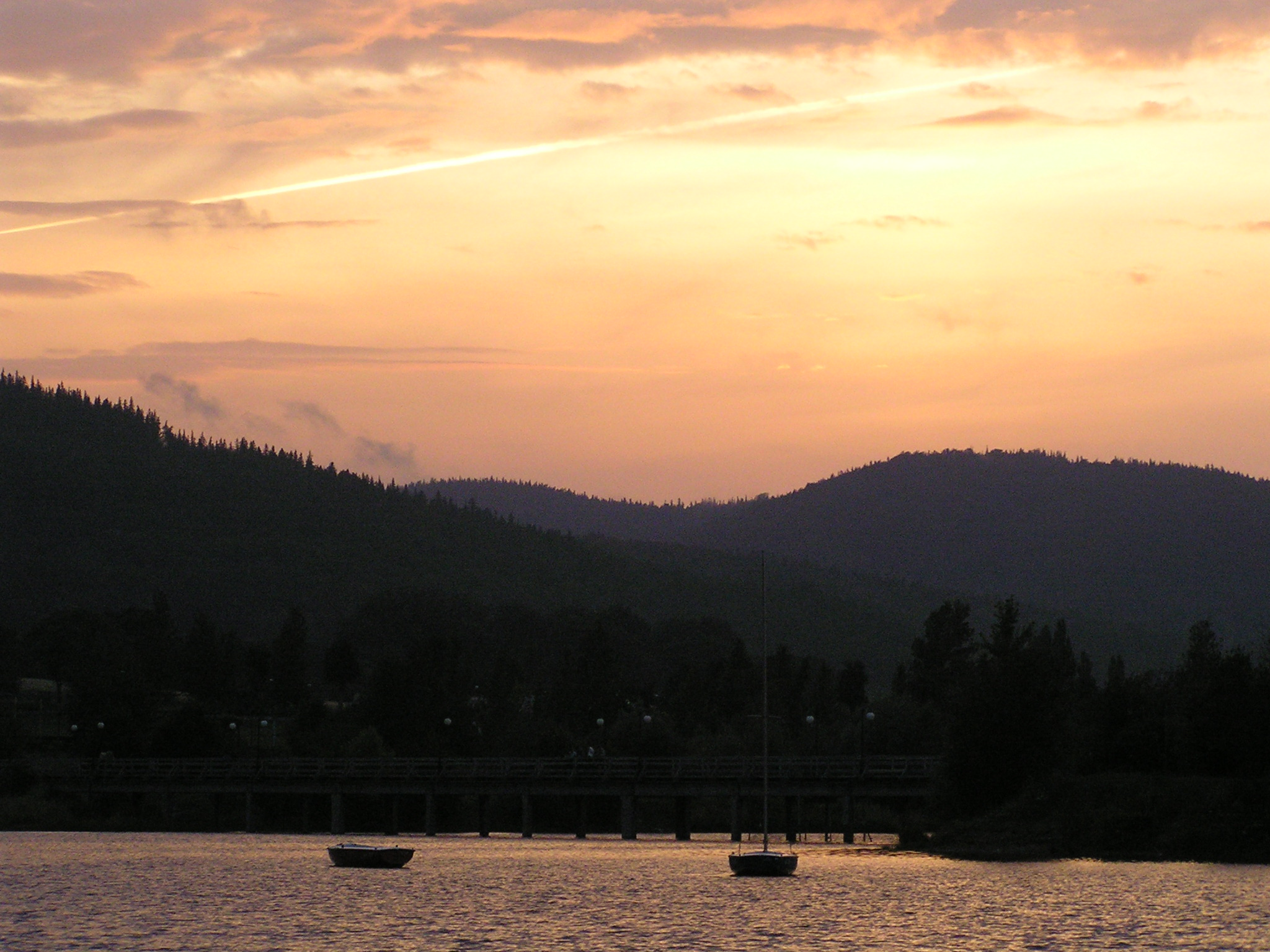
Jezioro Bielawskie